# Graciano De Leone
Graciano De Leone ( Buenos Aires, Argentina, 16 de julio de 1890 – Burzaco, provincia de Buenos Aires, 21 de junio de 1945 ) que usaba el seudónimo de Liendre, fue un compositor y director de orquesta dedicado al género del tango

## Actividad profesional
Tenía dos hermanos músicos, el pianista Pascual y el guitarrista Nicolás, con quien aprendió a tocar este instrumento; fue más adelante que por influencia de su amigo Eduardo Arolas, a quien conoció en el barrio de Abasto en 1909, se inclinó por tocar el bandoneón. 
Como guitarrista debutó profesionalmente en  dúo con el bandoneonista Antonio Cacace en el Café de las Mercedes, en La Boca, haciendo dúo con el bandoneonista Antonio Cacace, y siguieron actuando en  bailes de patio sumados a un violinista orejero a quien conocían como El Quijudo. Hacia 1910 comienza a trabajar de bandoneonista con el violinista Eduardo Monelos y el pianista Ángel Pastore, en el Café Royal ubicado en Suárez y Necochea del barrio de La Boca que era conocido como el Bar El Griego, por la nacionalidad de su propietario Nicolás Bardaka; en el Bar Argentino, del mismo barrio, al año siguiente integró un cuarteto con Tito Roccatagliata en violín, Carlos Hernani Macchi en flauta y Agustín Bardi en piano. En 1912, trabajó en el Café La Buseca, de Avellaneda.
Más adelante actuó en el Café Iglesias que estaba en la Avenida Corrientes 1500 cuando todavía era angosta, y después, por bastante tiempo, hasta 1919, en el Domínguez de la misma calle, frente al Teatro Nuevo, que estaba ubicado en el predio donde años después se construyó el Teatro General San Martín. 
En 1915 formó un trío junto a Juan Carlos Cobián y el violinista Juan Pedro Castillo, para actuar en el Tigre Hotel, entre otros buenos lugares. En 1916, estuvieron en el Armenonville, reemplazando aRoberto Firpo que viajó a Montevideo. En 1917, forma otro trío junto aEmilio Marchiano y Peregrino Paulos. Hacen una gira por la provincia de Córdoba y de regreso actúan en El Tabarín, de la calle Suipacha. Es lamentable que un cuarteto tan reconocido no haya llegado al disco.
En 1918 viajó a Mar del Platay actuó con Francisco De Caro al piano y José Valotta con Fernando Franco en violines. En 1924 formó parte de la orquesta gigante que organizó y dirigió Julio De Caro para los bailes en el Salón L’Aiglon. En la década de 1930 animó numerosos bailes de fin de semana, en los que incorporó al conjunto un muy joven Alfredo De Angelis, se presentaron en Radio Ultra. 
Entre los buenos músicos que trabajaron con De Leone se encuentran Juan Noli, Rafael Tuegols, Raimundo Petillo, Francisco De Caro, José Fuster, Francisco Pracánico y Eduardo Monelos.

## Compositor
El primer tango que compuso fue Q.E.P.D. (Que es para divertirse), de 1912, y entre los posteriores de su autoría se destacan Tierra negra, que hizo con Noli y grabaron  grabó Firpo, en 1917; Julio De Caro, en 1940; Carlos Di Sarli, en 1943 y 1952; D’Arienzo, en 1942; Canaro con Alberto Arenas, en 1951 y el Nuevo Cuarteto de Roberto Firpo, en 1947; Un lamento con letra  de Pedro Numa Córdoba que posiblemente fue su tango más exitoso, que cantaron, entre otros, Ignacio Corsini, Agustín Magaldi, Ángel Vargas y Jorge Maciel con Osvaldo Pugliese y  lo registraron Roberto Firpo, los hermanos Servidio, Carlos Di Sarli en 2 oportunidades, Cuarteto Firpo, Los Virtuosos -Vardaro, los hermanos De Caro, Carlos Marcucci, Ciriaco Ortiz, Ignacio Corsini y Agustín Magaldi; El pillete, un instrumental que grabaron Firpo en 1917, De Caro en 1927 y luego en Brunswick, El Cuarteto del 900 –de Feliciano Brunelli, Elvino Vardaro, Aníbal Troilo y el flautista Enrique Bour-, en 1936; Osmar Maderna en 1949 y Juan D’Arienzo, en 1973.
Así canto yo, lo grabaron Carlos Gardel en Barcelona, en diciembre de 1927 y Francisco Canaro con Ernesto Famá, en 1930; Cinta azul, que lleva letra de Eduardo Escaris Méndez, lo registraron Juan Guido y Rosita Quiroga en 1928 y Charlo con la orquesta de Canaro. Roberto Firpo en 1918 y Julio De Caro para Brunswick (1929/32) grabaron De mal agüero, un instrumental que De Leone dedicó a Agustín Bardi; El rey de la serpentina, lo estrenó De Leone con su bandoneón, en 1913. Gaulois, por el café de Avenida de Mayo 899, después llamado Bar Central, fue grabado por Firpo en 1922; Juramentos, que la orquesta de Minotto Di Cicco registró en 1930; La cornetita, un instrumental grabado por Osvaldo Fresedo en 1927; La dama negra, registrado por Canaro en 1924; La tristona, también por Canaro, en 1927; Repeluz, registrado por Firpo (1917) y por De Caro para Brunswick y Viejo tintero, con letra de Estrella Mamán, registrado por D’Arienzo con Juan Carlos Lamas. También compuso algunas milongas, valses, rancheras y el pasodoble Profecía gitana que grabó Canaro con Carlos Galán.